# Tantum ergo (Bruckner, 1845, WAB 43)
Tantum ergo, WAB 43, ist die zweite von acht Vertonungen der Hymne Tantum ergo, die um 1845 von Anton Bruckner komponiert wurde.

## Geschichte
Bruckner komponierte die Motette im Herbst 1845 am Ende seines Aufenthalts in Kronstorf oder 1846 zu Beginn seines Aufenthalts im Stift St. Florian. Das Originalmanuskript, in dem auch der Choral Dir, Herr, dir will ich mich ergeben enthalten ist, wird im Archiv des Stifts aufbewahrt. Zwei Exemplare des Manuskripts befinden sich ebenfalls in der Österreichischen Nationalbibliothek.
Die Motette wurde erstmals in Band II/2, S. 116–118 der Göllerich/Auer-Biographie veröffentlicht. Die Motette ist in Band XXI/8 der Gesamtausgabe eingeordnet.

## Musik
Das Werk von 36 Takten in A-Dur ist für gemischten Chor und Orgel besetzt.
Joseph Anton Pfeiffer, der Organist des Stifts Seitenstetten, dem Bruckner die Komposition zur kritischen Analyse übergab, sah in Bruckner „ein ächtes musikalisches Genie“.

## Diskografie
Es gibt drei Aufnahmen dieser zweiten Vertonung von Tantum ergo:
- Jonathan Brown, Ealing Abbey Choir: Anton Bruckner: Sacred Motets – CD: Herald HAVPCD 213, 1997 – ohne Orgelbegleitung
- Thomas Kerbl, Chorvereinigung Bruckner 09: Anton Bruckner Chöre/Klaviermusik – CD: LIVA 034 – nur erste Strophe
- Sigvards Klava, Latvian Radio Choir: Bruckner: Latin Motets, 2019 – CD Ondine OD 1362 – nur erste Strophe